# Lyra Valkyria
Aoife Cusack (ur. 23 października 1996 w Dublinie) – irlandzka wrestlerka, występująca pod pseudonimem ringowym Lyra Valkiria. W 2020 r. podpisała kontrakt zawodniczy z amerykańską federacją World Wrestling Entertainment (WWE) i została przydzielona do brandu NXT. Zdobyła tam jednokrotnie mistrzostwo kobiet NXT. Obecnie występuje w brandzie RAW, gdzie jest mistrzynią Interkontynentalną.

## Kariera wrestlerki

### Początki kariery (2015–2020)
Cusack trenowała w federacji Fight Factory Pro Wrestling, po czym w maju 2015 r. zadebiutowała w ringu jako Valkyrie, przydomku zaczerpniętego na cześć bohaterki serii książek Kościany Przyjemniaczek (ang. Skulduggery Pleasant) autorstwa Dereka Landy’ego. Występowała również pod pseudonimem Lady Valkyrie. W pierwszych latach kariery toczyła pojedynki w Irlandii, Wielkiej Brytanii i Niemczech, zdobywając mistrzostwo kobiet Over The Top Wrestling, mistrzostwo Irish Junior Heavyweight Fight Factory Pro Wrestling oraz mistrzostwo kobiet Pro Wrestling Ulster. W 2019 r. sięgnęła po tytuł tag teamowy kobiecej organizacji Pro-Wrestling: EVE wraz z Debbie Keitel w drużynie zwanej The Woke Queens.

### WWE (od 2020)

#### NXT UK (2020–2022)
W styczniu 2020 r. podano informację, że zawodniczka została zatrudniona przez amerykańską federację World Wrestling Entertainment (WWE) pod pseudonimem ringowym Aoife Valkyrie. Rywalizację rozpoczęła w brytyjskim oddziale NXT, NXT UK. W debiutanckim pojedynku, wyemitowanym 13 lutego, zwyciężyła Amale. Serię ośmiu wygranych walk przerwała jej Meiko Satomura, z którą przegrała 29 kwietnia 2021 r. W tym samym roku stoczyła kolejne trzy starcia, jednakże ze względu na zamknięcie NXT UK w 2022 r., została przeniesiona do NXT.

#### NXT (od 2022)
Zadebiutował w NXT 13 grudnia 2022 r. jako Lyra Valkyria, pokonując Amari Miller. W marcu 2023 r. zakwalifikowała się do sześcioosobowego Ladder matchu o mistrzostwo kobiet NXT na gali NXT Stand & Deliver (1 kwietnia) po wygranej nad Ivy Nile. Ostatecznie zwycięstwo w meczu odniosła Indi Hartwell. W maju uczestniczyła w turnieju o zawieszony tytuł mistrzowski. W pierwszej rundzie była lepsza od Kiany James, zaś w półfinale triumfowała nad Corą Jade. W finale, zorganizowanym na gali NXT Battleground (28 maja), przegrała z Tiffany Stratton.
3 października wzięła udział w meczu o miano pretendentki do tytułu mistrzowskiego kobiet. Zwyciężywszy Indi Hartwell i Roxanne Perez, zapewniła sobie walkę z Becky Lynch w specjalnym odcinku NXT – Halloween Havoc (24 października). Tego dnia pokonała rywalkę, zdobywając pierwszy tytuł mistrzowski w WWE.

## Mistrzostwa i osiągnięcia
- Pro-Wrestling: EVE
  - Pro-Wrestling: EVE Tag Team Championship (1 raz) – z Debbie Keitel
  - Pro-Wrestling: EVE Tag Team Championship Tournament (2019) – z Debbie Keitel[14]
- Pro Wrestling Illustrated
  - PWI umieścił ją na 73. miejscu rankingu wrestlerek PWI Women’s 150 w 2021[15]
- Pro Wrestling Ulster
  - PWU Women’s Championship (1 raz)
- Over the Top Wrestling
  - OTT Women’s Championship (1 raz)
- WWE
  - NXT Women’s Championship (1 raz)
  - WWE Women's Intercontinental Championship (1 raz)
  - WWE Women's Tag Team Championship (1 raz) z Becky Lynch
- Zero1 Ireland/Fight Factory Pro Wrestling
  - Irish Junior Heavyweight Championship (1 raz)